# Carnaval del Toro
El Carnaval del Toro está considerado uno de los festejos más antiguos de España, junto con los carnavales de Ciudad Rodrigo, son una de las fiestas más populares de esta localidad salmantina.
Se conocen como Carnaval del toro por unir en una misma celebración dos tradiciones, la taurina y la carnavalesca. En este sentido, se organizan a diario encierros, capeas y desencierros. De todas esas celebraciones, destacan el encierro a caballo del Domingo de Carnaval y el Toro del Aguardiente (llamado así porque se reparte aguardiente y otras viandas antes del encierro) que se celebra el Martes de Carnaval a primera hora de la mañana.

## Origen
Algunas teorías apuntan a que, en sus orígenes, el carnaval era utilizado por los habitantes de Miróbriga para comer carne antes del inicio de la Cuaresma. Por otro lado, el carácter taurino de la celebración podría derivar del fuerte arraigo que tiene esta manifestación cultural en la zona, con varias ganaderías de toro bravo.
En cuanto a primeros documentos que hacen mención a esta celebración, el archivo histórico municipal de Ciudad Rodrigo conserva un documento de 1418 donde se hace referencia a la colocación de las talanqueras para cuando hubiera que correr los toros. Además, otro documento de la época de los Reyes Católicos, de 1493, recrimina a Ciudad Rodrigo el gasto excesivo en estas fiestas, hecho que hace que se considere el carnaval más antiguo de España.

## Principales actos

### Novilladas, capeas y recortes
La Plaza Mayor de la localidad es el escenario de los festivales taurinos. En ese espacio se construye donde se realizan la mayor parte de las actividades taurinas, entre las que se encuentran las capeas (dos al día), las novilladas y los recortes.

### Encierros
Los encierros, transcurridos en general por la mañana, tienen un recorrido que va desde los corrales de la calle Agustín de Foxá hasta la plaza de toros previamente mencionada, pasando por la avenida Conde de Foxá, la subida al Registro, el Registro y la calle Madrid.

### Encierro a Caballo
Este espectáculo consiste en encerrar a los toros bravos con ayuda de corredores y caballistas que, con sus garrochas, conducen a los animales a lo largo del recorrido. Es uno de los actos más esperados del Carnaval del Toro.

### Toro del Aguardiente
Este encierro guarda la particularidad de que se reparten aguardiente y perronillas a los asistentes antes de soltar el toro por las calles del municipio.

## Fechas de celebración
| Año  | Fecha                           | Referencias |
| ---- | ------------------------------- | ----------- |
| 2009 | del 20 al 24 de febrero         | [ 11 ]      |
| 2010 | del 12 al 16 de febrero         | [ 12 ]      |
| 2011 | del 4 al 8 de marzo             | [ 13 ]      |
| 2012 | del 17 al 21 de febrero         | [ 14 ]      |
| 2013 | del 8 al 13 de febrero          | [ 15 ]      |
| 2014 | del 28 de febrero al 4 de marzo | [ 16 ]      |
| 2015 | del 13 al 17 de febrero         | [ 17 ]      |
| 2016 | del 5 al 9 febrero              | [ 18 ]      |
| 2017 | del 24 al 28 de febrero         | [ 19 ]      |
| 2018 | del 9 al 13 de febrero          | [ 20 ]      |
| 2019 | del 1 al 5 de marzo             | [ 21 ]      |
| 2020 | del 21 al 25 de febrero         | [ 22 ]      |

## Reconocimientos
- El 19 de marzo de 1965 se publicó en el Boletín Oficial del Estado la resolución de la Subsecretaría de Turismo, del Ministerio de Información y Turismo, de 20 de febrero del mismo año, que declaraba las Fiestas Tradicionales de Ciudad Rodrigo como Fiesta de Interés Turístico.[23][24]

- El 16 de febrero de 1980 se publicó en el Boletín Oficial del Estado la resolución de la Secretaría de Estado de Turismo, del Ministerio de Comercio y Turismo, de 18 de enero del mismo año, que declaraba las Fiestas Tradicionales de Ciudad Rodrigo como Fiesta de Interés Turístico Nacional.

- El 6 de octubre de 2011 la Junta de Castilla y León declaró el Carnaval del Toro como espectáculo taurino tradicional.[25][26]

## Otros datos de interés
En el folclore de Ciudad Rodrigo existen muchas referencias al Carnaval del Toro, un ejemplo de las mismas está en la canción compuesta por la murga Los Becuadros en 1916 titulada La Campana Gorda, que, junto con el pasodoble Invitación, más conocido por El Forastero, obra de la Rondalla Tres Columnas, se considera el himno de esta fiesta y cuya letra es la siguiente:

Ya estamos todos aquí

con muchísima ilusión

la alegría empieza ya

al llegar el Carnaval
La campana gorda que en la torre

colocaron de la catedral,

volverán a fundirla de nuevo

porque dicen que suena muy mal
Eso dicen por ahí

no sabemos si será

la alegría empieza ya

al llegar el Carnaval
La campana gorda que en la torre

colocaron de la catedral,

volverán a fundirla de nuevo

porque dicen que suena muy mal